# ويليان باتشو
ويليان باتشو (مواليد 16 أكتوبر 2001) هو لاعب كرة قدم إكوادوري يلعب في مركز المدافع مع نادي باريس سان جيرمان في الدوري الفرنسي ويلعب أيضاً مع المنتخب الإكوادوري.

## روابط خارجية
- ويليام باتشو على موقع الاتحاد الأوربي (الإنجليزية)
- ويليام باتشو على موقع قاعدة بيانات كرة القدم.إي يو (الإنجليزية)
- ويليام باتشو على موقع ليكيب (الفرنسية)
- ويليام باتشو على موقع ناشيونال فوتبول تيمز (الإنجليزية)
- ويليام باتشو على موقع Soccerbase.com (لاعب) (الإنجليزية)
- ويليام باتشو على موقع Soccerway.com (الإنجليزية)
- ويليام باتشو على موقع عالم كرة القدم.نت (الإنجليزية)
- ويليام باتشو على موقع AS.com (الإسبانية)